# Esraa Warda
Esraa Warda   (dècada del 1990) és una ballarina i professora algeriano-estatunidenca, especialitzada en dansa raï.

## Biografia
És filla d'una parella de la diàspora algeriana als Estats Units. El seu pare, algerià, va emigrar als Estats Units als anys 90, la dècada fosca del seu país natal i va treballar com a venedor de menjar a Manhattan, mentre la seva mare era conserge. Esraa Warda va créixer a Brooklyn.
Va descobrir els diferents estils de dansa quan va anar a Algèria amb la seva família. Defensa la dansa com un patrimoni i una defensa de la feminitat en la família i altres espais però fer-ne una professió, convertir-se en ballarí i/o cantant professional d'obres tradicionals, un chikhat, continua sent poc habitual. De fet, la paraula chikhat en si pot ser un insult, ja que la colonització va sexualitzar diverses danses tradicionals del nord d'Àfrica, associant-les amb fantasies sobre dones orientals.
Es va llicenciar en ciències polítiques pel programa d'Estudis de la Dona al City College de Nova York. Dins de la comunitat estudiantil, també participa en l'acció cívica per la justícia social i en la promoció de les arts tradicionals.
Va optar per dedicar-se professionalment a l'exercici de les danses tradicionals, creant un ensenyament d'aquestes tècniques tradicionals a les quals es dedica i estudiant les variacions segons les diferents regions del Magrib i rebent suport per artistes com Cheikha Rabia.
El 2022, va ser seleccionada a la llista anual de les 100 dones que la BBC considera com les més influents d'aquell any